# Kevin Dillon
Kevin Dillon (Mamaroneck (New York), 19 augustus 1965) is een Amerikaans acteur. Hij werd drie keer genomineerd voor een Emmy Award en een keer voor een Golden Globe voor zijn rol van Johnny "Drama" Chase in de HBO-serie Entourage.

## Carrière
Dillon had gastrollen in onder meer NYPD Blue en 24. Hij speelde tussen 2000 en 2002 een hoofdrol in de komische dramaserie That's Life. In 2004 ging hij aan de slag als Johnny "Drama" Chase in de HBO-serie Entourage. In 1986 speelde hij de rol van "Bunny" een psychopathische soldaat in de Vietnamoorlog. In 1991 portretteerde hij in de film The Doors de rol van John Densmore, drummer van de gelijknamige Amerikaanse band.

## Filmografie
- Biblioteca Nacional de España: XX1463298
- Bibliothèque nationale de France: cb14171962m (data)
- Gemeinsame Normdatei: 140388273
- International Standard Name Identifier: 0000 0001 1454 4840
- Library of Congress Control Number: no2002087946
- Nationale Bibliotheek van Tsjechië: xx0202115
- Nationale Bibliotheek van Israël: 987007372138805171
- Nederlandse Thesaurus van Auteursnamen: 184832977
- Système universitaire de documentation: 185614833
- Virtual International Authority File: 107093605
- WorldCat: E39PBJrWwpXqGk6kbc4YvTPPcP